# Сільвія Домінгес
Сільвія Домінгес (ісп. Silvia Domínguez, нар. 31 січня 1987) — іспанська баскетболістка, срібна призерка Олімпійських ігор 2016 року.

## Виступи на Олімпіадах
| Олімпіада           | Дисципліна | Місце |
| ------------------- | ---------- | ----- |
| Ріо-де-Жанейро 2016 | баскетбол  | 2     |

## Зовнішні посилання
- Сільвія Домінгес — олімпійська статистика на сайті Sports-Reference.com (англ.) (архівна версія)

1. ↑  http://seleccionfemenina.feb.es/Componente.aspx?c=249262